# Die drei Männlein im Walde

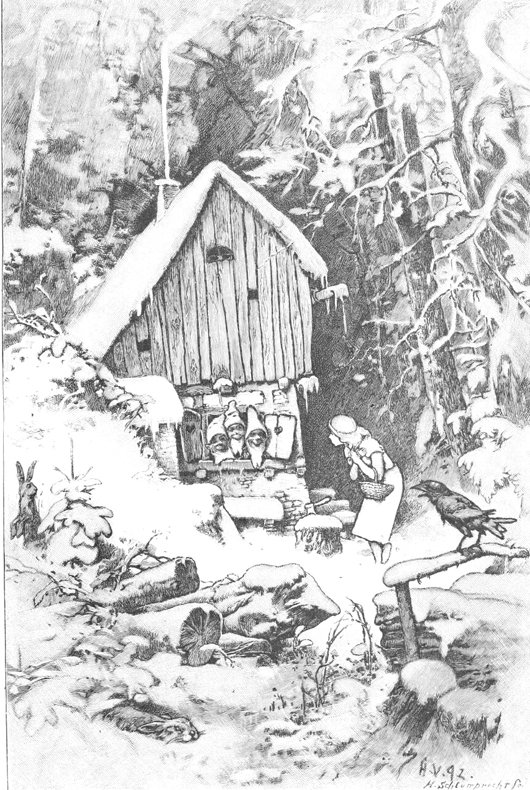
Illustration von Hermann Vogel

Die drei Männlein im Walde ist ein Märchen (ATU 403). Es steht in den Kinder- und Hausmärchen der Brüder Grimm an Stelle 13 (KHM 13).

## Inhalt

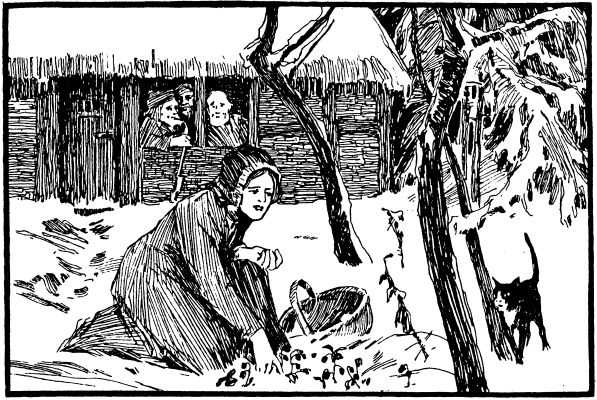
Illustration von Otto Ubbelohde, 1909

Ein Witwer und eine Witwe mit je einer Tochter heiraten. Der Mann lässt seine Tochter zuvor als Orakel einen alten Stiefel mit Wasser füllen. Die Frau verspricht ihr, sie vor der eigenen Tochter zu bevorzugen, bricht dann aber ihr Versprechen und behandelt die Stieftochter schlecht. Im Winter befiehlt sie ihr, in einem Kleid aus Papier draußen Erdbeeren zu suchen. Im Wald begegnet das Mädchen drei Haulemännerchen in einem Häuschen. Sie grüßt artig und teilt ihr karges Brot mit ihnen. Sie lassen sie hinter dem Haus den Schnee wegkehren, wo sie Erdbeeren findet. Sie schenken ihr, dass sie jeden Tag schöner wird, dass ihr beim Reden Goldstücke aus dem Mund fallen und dass ein König sie heiratet. Als sie heimkommt, will die neidische Stiefschwester auch Erdbeeren suchen. Weil sie aber unartig und böse ist, schenken ihr die Männlein, dass sie jeden Tag hässlicher wird, dass ihr beim Reden Kröten aus dem Mund fallen und dass sie unglücklich stirbt. Als das gute Mädchen auf Befehl der Stiefmutter an einem Eisloch Garn schlittert (ausspült), begegnet es dem König, der sie heiratet.
Als sie nach einem Jahr einen Sohn bekommt, machen Stiefmutter und -schwester einen Besuch. In einem unbeobachteten Augenblick stoßen sie die junge Königin aus dem Fenster in den Fluss. An ihrer Stelle legt sich die hässliche Stiefschwester ins Bett. Die Stiefmutter erzählt dem König, seine Frau liege im Schweiß, und daher käme wohl das mit den Kröten. Nachts sieht der Küchenjunge eine Ente durch die Gosse kommen. Sie spricht:
„König, was machst du?
schläfst du oder wachst du?“
Als der Küchenjunge nicht antwortet, fragt sie weiter:
„was machen meine Gäste?“
„sie schlafen feste!“
„was macht mein Kindelein?“
„es schläft in der Wiege fein.“
Dann versorgt sie in Gestalt der Königin ihr Kind. Die dritte Nacht lässt sie ihn den König holen, dass er dreimal das Schwert über ihr schwingt, wodurch seine Frau wieder vor ihm steht. Die Stiefmutter lässt er unwissentlich ihr eigenes Urteil sprechen, wonach sie mit ihrer Tochter in einem mit Nägeln beschlagenen Fass in den Fluss gerollt wird.

## Herkunft

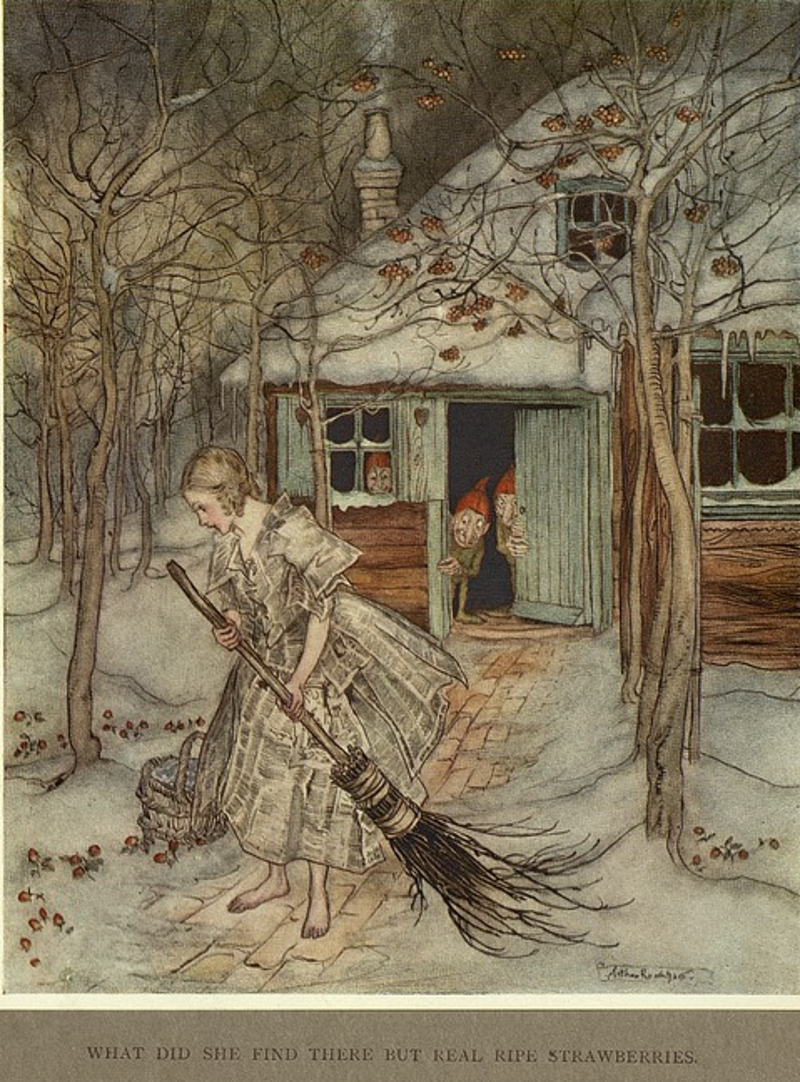
Illustration von Arthur Rackham, 1917

Der Text der 1. Auflage von 1812 (nach Dortchen Wild) schildert die Stiefelepisode, die Erdbeeren im Winter und kurz das Ertränken und die Verwandlung der Ente. Der Rest wurde ab 1819 nach Dorothea Viehmann ergänzt (nur die Kröten aus dem Mund nach Amalie Hassenpflug). Haulemännerchen sind Höhlen-Waldmännlein, die ungetaufte Kinder stehlen. Grimms Anmerkung vergleicht weiter Lohn und Strafe aus Österreich bei Franz Ziska, verbunden mit KHM 24 Frau Holle; Pröhles Märchen für die Jugend Nr. 5; Perraults les fées; im Pentameron Die drei Feen. Sie nennen noch Quellen für die Strafe mit nägelbeschlagenem Fass.
Ähnliche Märchen sind bei Grimm KHM 135 Die weiße und die schwarze Braut (Typ untergeschobene Braut, AaTh 403), KHM 11 Brüderchen und Schwesterchen (vgl. das Gedicht), ferner KHM 89 Die Gänsemagd (AaTh 533), KHM 24 Frau Holle, KHM 201 Der heilige Joseph im Walde. Viele Motive kommen immer wieder vor: Übernatürliche Helfer in der Not und ihre Gaben, der Prinz als Lohn für Tugend und Fleiß, Kröten als Symbol des Sünders, Strafe nach eigener Maßgabe.
Das Märchen ähnelt Perraults Die Feen, dem allerdings die Vorgeschichte und das Nachspiel der untergeschobenen Braut fehlen. Grade die ursprüngliche Fassung nach Dortchen Wild oder das Krötenmotiv nach Amalie Hassenpflug könnten so, wie in anderen Fällen, auf Perraults Einfluss zurückgehen, ohne dass es aber der Text eindeutig zeigt. Sowohl Perrault als auch Grimm kannten ferner Giambattista Basiles frühe Märchensammlung Pentameron, in Frage kämen hier III,10 Die drei Feen, IV,7 Die beiden kleinen Kuchen, V,2 Die Monate und V,9 Die drei Zitronen. Der Märchenforscher Hans-Jörg Uther sieht keine direkten literarischen Vorlagen zu Grimms Fassung. Das Motiv des Wintergartens mit heiligen Früchten oder Pflanzen kommt in Heiligenlegenden vor, wie auch Kröten aus dem Mund als Strafmotiv in mittelalterlichen Exempeltexten. Lothar Bluhm und Heinz Rölleke finden für die verbreitete Wendung „Weite und Breite“ einen Beleg bei Goethe, für „spinnefeind“ in Daniel Casper von Lohensteins Ibrahim Bassa, 1689.
Eine spätere, verkürzte Wiederaufnahme des Motivs von der Erdbeersuche ist 1852 Ernst Heinrich Meiers Die zwei Mädchen und der Engel (Deutsche Volksmärchen aus Schwaben, Nr. 77).

## Interpretation

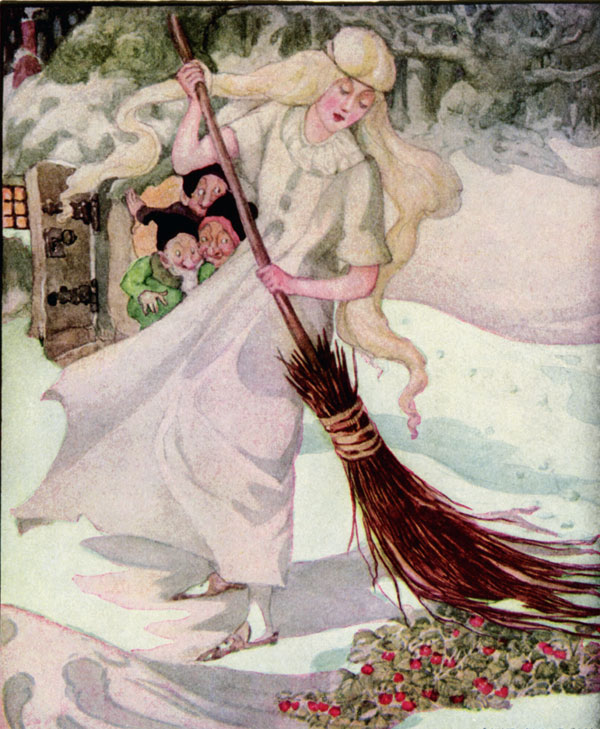
Illustration von Anne Anderson, 1922

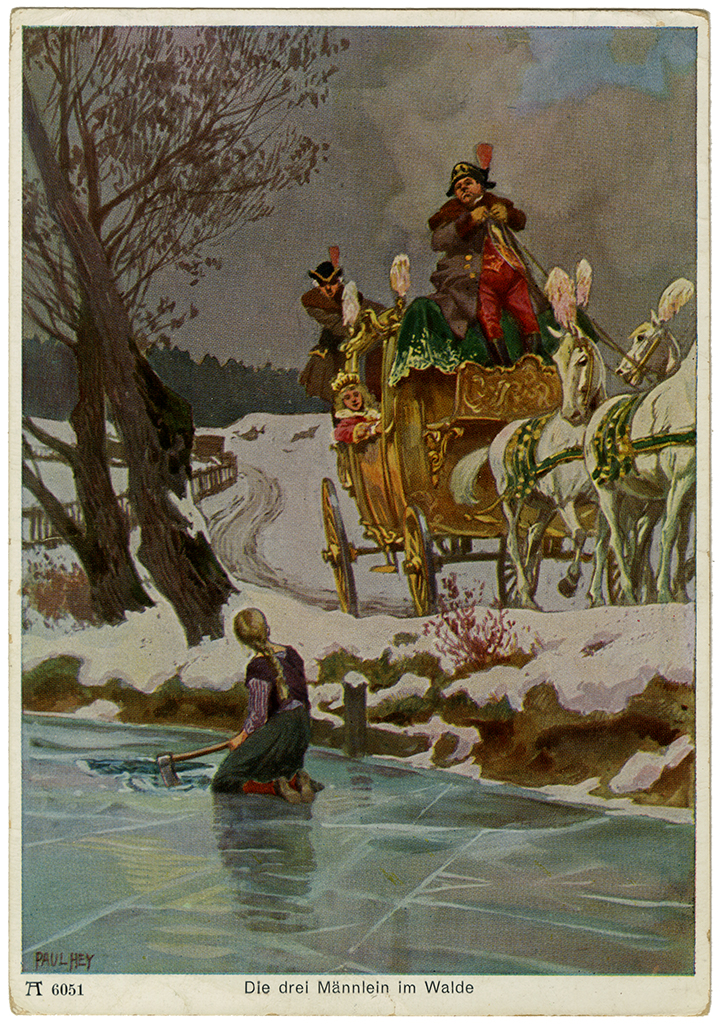
Illustration von Paul Hey

Falsche Braut und Stiefmutter sind tiefenpsychologisch Schattengestalten, die das Selbst verdrängen. Das falsche Versprechen an die gute Tochter zeigt laut Hedwig von Beit, dass dies ursprünglich durch Schwäche gegenüber weltlichen Versprechungen geschieht, andererseits durch das Orakel auch schicksalsgewollt und tragisch.
Die Anrede der Ente an den Küchenjungen „König, was machst du?“ deutet eine schattenhafte Identität des Küchenjungen mit dem König an, der wiederum als Animus ihrem Vater entspricht, der sich bei der Heirat ebenfalls unentschlossen verhielt.
Laut Psychiater Wolfdietrich Siegmund befasst sich das Märchen mit der Entscheidung zwischen Recht und Unrecht.
Für Regina Kämmerer lehrt das Märchen, dass Höflichkeit belohnt wird, wenn sie von Herzen kommt.